# Dalekowschodni Morski Rezerwat Biosfery
Dalekowschodni Morski Rezerwat Biosfery (ros. Дальневосточный морской биосферный заповедник) – ścisły rezerwat przyrody (zapowiednik) w Kraju Nadmorskim w Rosji. Znajduje się w rejonach chasanskim i miejskim Władywostoku. Jego obszar wynosi 643,16 km², a strefa ochronna 741,31 km². Rezerwat został utworzony dekretem rządu Rosyjskiej Federacyjnej Socjalistycznej Republiki Radzieckiej z dnia 24 marca 1978 roku. W 2003 roku otrzymał status rezerwatu biosfery UNESCO, a w 2016 roku został zakwalifikowany przez BirdLife International jako ostoja ptaków IBA. Dyrekcja rezerwatu znajduje się we Władywostoku.

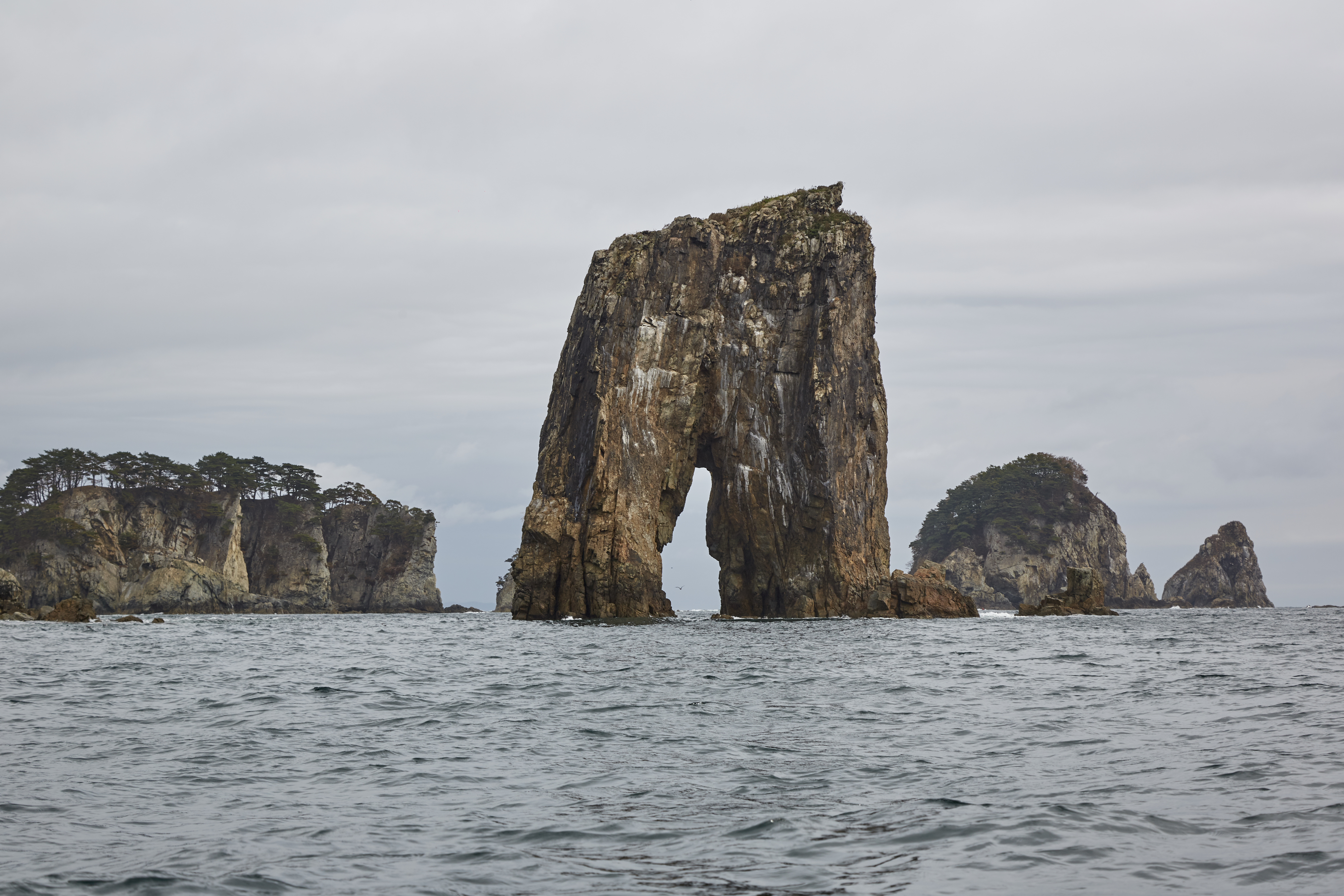
Skała Sztany

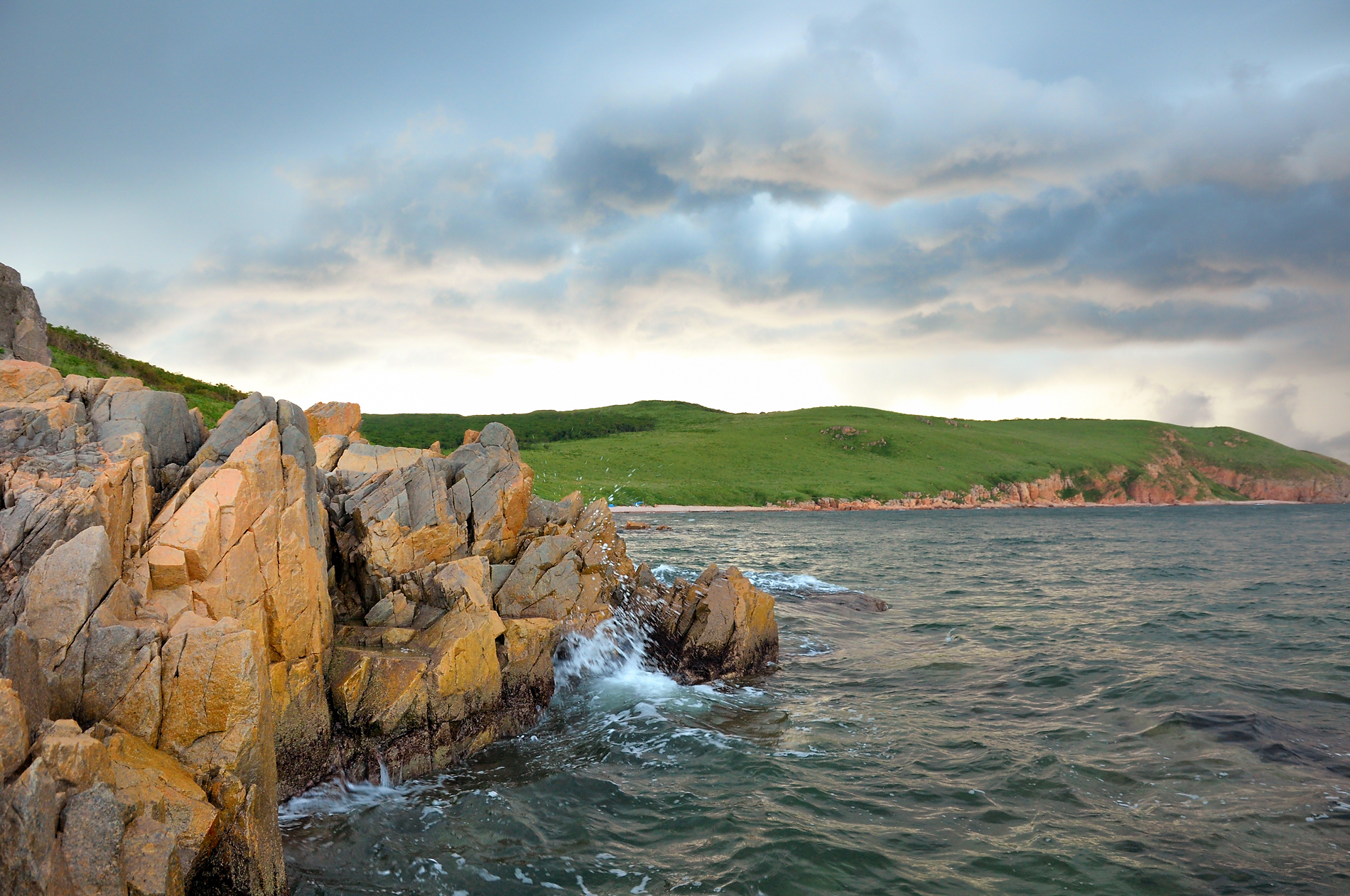
Wyspa Popowa

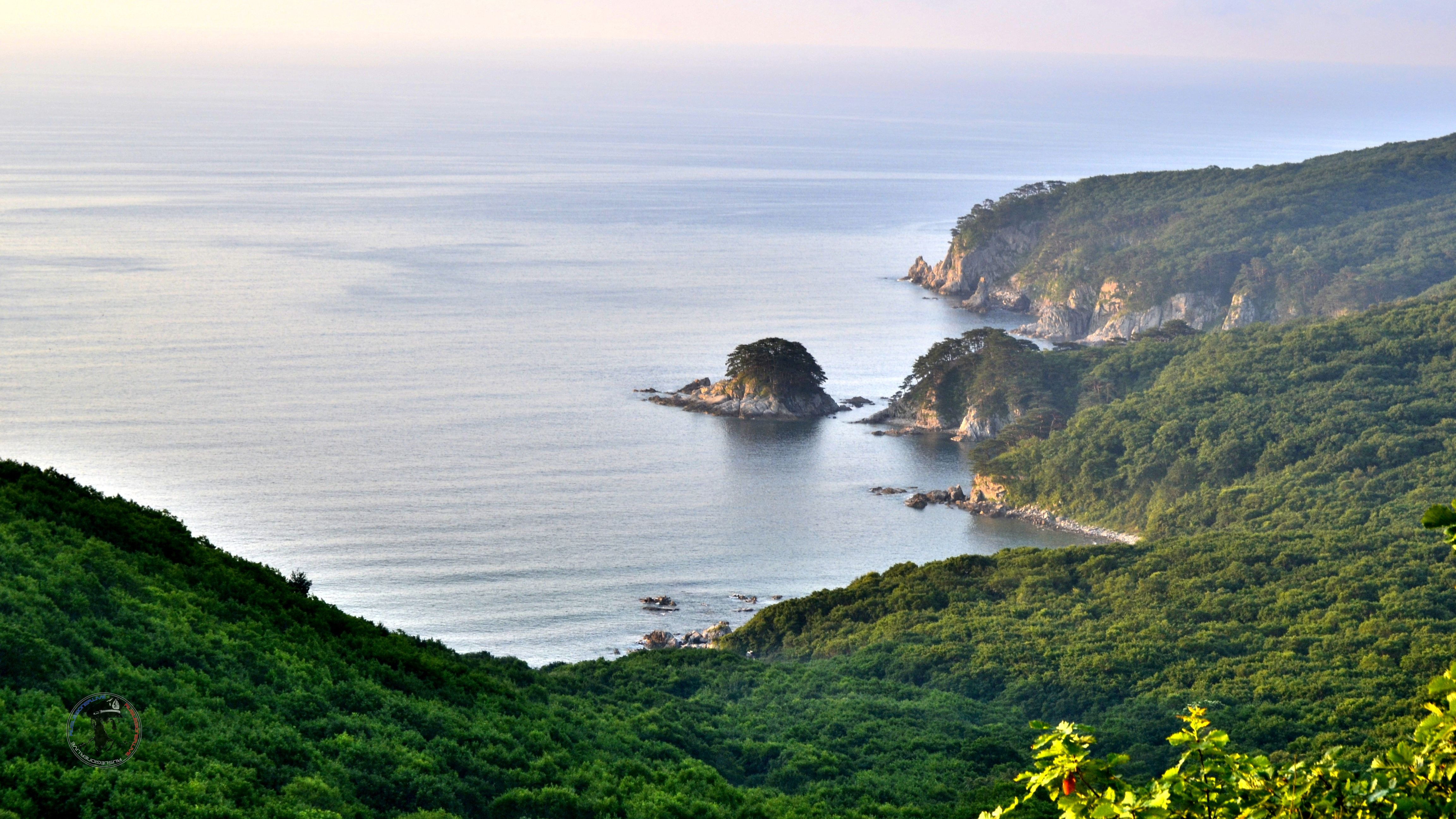
Wysepka Tomiaszczegosia Sierdca

## Opis
Rezerwat znajduje się w zachodniej części Morza Japońskiego. Zajmuje około 10% powierzchni Zatoki Piotra Wielkiego. Obejmuje niewielki fragment wybrzeża i ponad 30 wysp (w tym 11 większych), których łączna powierzchnia wynosi ponad 11 km². Strefa ochronna wokół wysp ma szerokość 3 mile morskie. Strefę ochronną na lądzie stanowi pas szerokości 500 metrów wzdłuż granic lądowych rezerwatu.
Rezerwat składa się z czterech części:
- Część wschodnia (450 km² powierzchni wodnej i 9 km² lądu). Jest to Archipelag Rimskiego-Korsakowa (wyspy Bolszoj Pelis, Stienina, Matwiejewa, De-Liwrona, Gildebrandta, Durnowo i kilka mniejszych),
- Część południowa (150  km² powierzchni wodnej i 2 km² lądu). Wyspy Furugelma, Wiery, Kolumna Gielmiersiena i kilka mniejszych,
- Część zachodnia (30 km² powierzchni wodnej). Skały Siwuczi, zatoki Minonosok i Kreisierow,
- Część północna (2,16 km²). Fragment Wyspy Popowa. Znajduje się tu muzeum rezerwatu[6][7][8].

Klimat w rezerwacie jest monsunowy. Zimą wiatry północno-zachodnie i północne wieją od lądu do morza, przynosząc suche i zimne powietrze. Średnia temperatura w styczniu to -11 °С. Lata są ciepłe, z częstymi deszczami, burzami i mgłami. Średnia temperatura w sierpniu to +21 °С.

## Flora i fauna wysp
Na wyspach zarejestrowano łącznie 880 gatunków roślin. Są wśród nich takie rzadkie gatunki jak np.: lilia zwisła i lilia tygrysia, pogonia  z gatunku Pogonia japonica, psianka z gatunku Solanum megacarpum, podejźrzon z gatunku Botrychium strictrosa, brzoza Schmidta, dąb zębaty, kostrzewa z gatunku Festuca vorobievii, trawa z gatunku Hierochloë helenae. 
Zbocza i płaskie wierzchołki wysp porośnięte są lasami liściastymi, głównie lipą wonną, klonem mandżurskim, jesionem mandżurskim i grabem. Nadmorskie tarasy porośnięte są różą pomarszczoną. Na szczytach grzbietów rozpowszechniony jest różanecznik Schlippenbacha. 
Na wyspach żyje m.in. jenot azjatycki i norka amerykańska, dwa gatunki nietoperzy (gacek brunatny, przymroczek Saviego), z płazów: ropucha z gatunku Strauchbufo raddei i rzekotka z gatunku Hyla japonica oraz węże: zaskroniec japoński i połoz z gatunku Elaphe dione. W strefie ochrony przybrzeżnej rezerwatu żyją kotek bengalski z podgatunku Bengalensis euptilurus, tygrys syberyjski oraz lampart amurski.
Na  wyspach kolonie tworzą tysiące ptaków z 370 gatunków. Jest tu największe na świecie miejsce gniazdowania mewy japońskiej i kormorana japońskiego. Żyje tu wiele gatunków ptaków rzadkich lub zagrożonych wyginięciem takich jak n.p.: nawałnik z gatunku Oceanodroma monorhis, burzyk kreskowany, świerszczak wyspowy (Locustella pleskei), warzęcha mała i czapla żółtodzioba. 

## Flora i fauna morza
Wody rezerwatu zamieszkuje ponad 2130 gatunków zwierząt i roślin, w tym 200 gatunków ryb, 450 gatunków skorupiaków, 30 gatunków szkarłupni i ponad 200 gatunków mięczaków. 
W strefie przybrzeżnej żyją m.in. skorupiak z gatunku Ligia cinerascens,  krab z gatunku Hemigrapsus sanguineus, ślimak z gatunku Littorina brevicula i omułek z gatunku Mytilus trossulus. Rosną tu zarośla zostery morskiej i makroglonów z gatunków Sargassum miyabei i Sargassum pallidum oraz listownicy japońskiej. Na głębokości do 10 metrów pospolite są jeżowce z gatunków Mesocentrotus nudus i Strongylocentrotus intermedius. W piaskach przybrzeżnych żyje m.in.: przegrzebek nadmorski i trepang japoński, a w grotach między skałami m.in. ryba z gatunku Sebastes trivittatus i Sebastes schlegelii, 16 gatunków storni, ryba z gatunku Chirolophis japonicus.
W rezerwacie żyją również m.in. koleń piaskowy, lamna dwustępkowa, morświn białopłetwy, płetwal karłowaty, orka oceaniczna, delfin zwyczajny, delfinowiec skośnozębny, szablogrzbiet waleniożerny, płetwal czerniakowy, pałasz czarny, ryby z rodziny ptaszorowatych i jednorożkowatych oraz gatunku Takifugu. Na wyspach znajdują się duże kolonie fok plamistych.